# Leucopis palumbi
Leucopis palumbi är en tvåvingeart som beskrevs av Camillo Rondani 1872. Leucopis palumbi ingår i släktet Leucopis och familjen markflugor. Inga underarter finns listade i Catalogue of Life.